# Musée de la Publicité

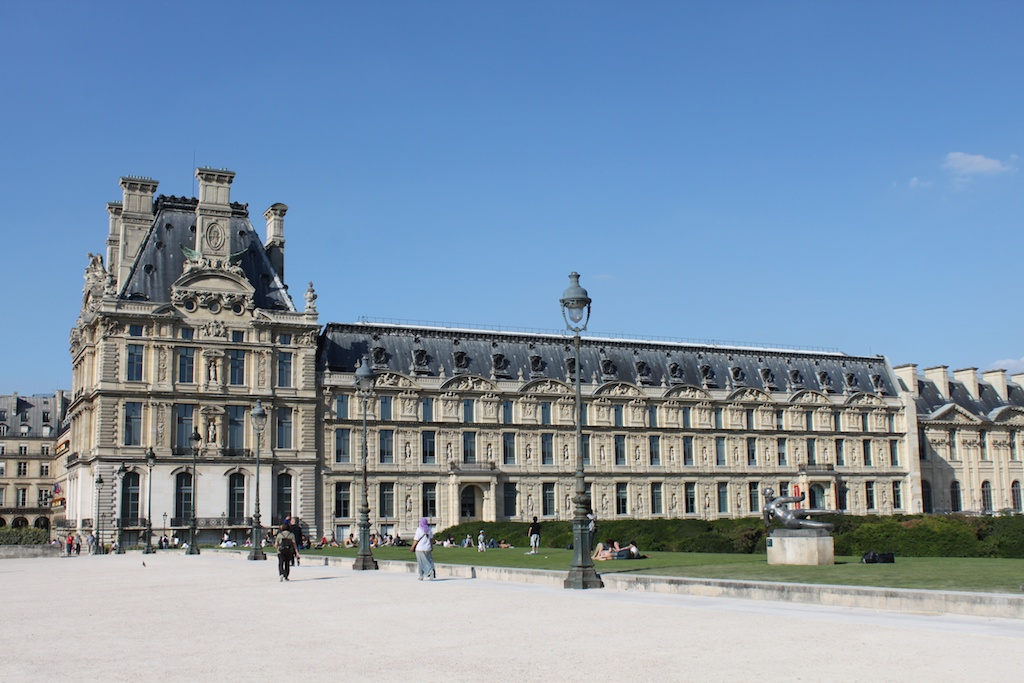
Musée de la Publicité

Het Musée de la Publicité is een museum in Parijs gewijd aan de geschiedenis van reclame. Het museum werd in 1978 geopend als het Musée de l’Affiche.
Het museum bezit rond 50.000 posters en affiches uit de periode vanaf de 18e eeuw tot de Tweede Wereldoorlog, nogmaals 50.000 sinds de jaren 1950, meer dan 20.000 reclamefilms, meer dan 30.000 advertenties uit kranten en tijdschriften en een collectie reclameberichten voor radio.
Het is gevestigd in de vleugels Rohan en Marsan van het Louvre en is tegenwoordig onderdeel van het museum Les Arts Décoratifs. Het museum presenteert zowel tijdelijke en roterende exposities als een permanente collectie.